# Tunjuk
Tunjuk is een bestuurslaag in het regentschap Tabanan van de provincie Bali, Indonesië. Tunjuk telt 4226 inwoners (volkstelling 2010).